# 3. alpinska divizija »Julia«
3. alpinska divizija »Julia« (izvirno italijansko 3a Divisione Alpina »Julia«) je bila alpinska divizija Kraljeve italijanske kopenske vojske

## Zgodovina
Med drugo svetovno vojno je divizija sodelovala v grško-italijanski vojni (v bitki za Pindus je divizija izgubila 5.000 mož) in italijanskemu napadu na ZSSR.

## Organizacija
- Štab
- 8. alpinski polk
- 9. alpinski polk
- 3. alpinski artilerijski polk